# Syndicat des enseignants-UNSA
 (juillet 2016).
Le Syndicat des enseignants - UNSA (SE-UNSA) est un syndicat français regroupant des enseignants de tous des corps du premier et du second degré de l'enseignement public.
Il a été créé en 1992 par transformation du Syndicat national des instituteurs et fusion simultanée avec le SNEEPS.
Fédération UNSA Éducation
Il est membre de la fédération de l'UNSA Éducation.

## Histoire

### Origines
Le Syndicat des enseignants est fondé en 1992, au congrès d'Orléans, par transformation du Syndicat national des instituteurs et PEGC (SNI-PEGC), originellement proche du Parti Socialiste, sous le titre « Syndicat des enseignants-FEN » (SE-FEN) Il est alors rejoint par des militants appartenant le plus souvent à la majorité fédérale (tendance Unité Indépendance et Démocratie) de la FEN enseignant dans le second degré, venus du SNES (Enseignement général et technologique), du SNETAA (Enseignement professionnel), du SNEP (Éducation physique), du SNEEPS (Syndicat national des enseignants d'éducation physique et sportive, qui regroupait, dans la FEN la catégorie des chargés d'enseignement d'EPS). Le SNEEPS, spécifiquement, s'est inscrit dans un processus de dissolution-fusion au sein du SE.
Les militants de la principale tendance minoritaire Unité et action (originellement proche du parti communiste français) et la majorité de ceux de la tendance École émancipée ont alors constitué le SNUIPP affilié à la FSU. Au sein du SNI-PEGC, la tendance École émancipée dirigeait deux sections départementale : l'Oise et les Alpes-de-Haute-Provence. Les militants de cette dernière, minoritaires au sein de la tendance, demeurèrent dans le Syndicat des enseignants. La tendance « Syndicalisme vivant-Expérience Dordogne », héritière de la tendance « Rénovation syndicale » dont l'influence était limitée à ce département, s'inscrivirent également dans le Syndicat des enseignants. Dans les deux cas, c'est la logique de syndicat unifié pour la construction du corps unique qui motivait principalement le choix opéré.

### Développement
En 1993, au congrès de Nantes, le Syndicat des enseignants est rejoint par deux syndicats regroupant des personnels d'éducation : le SNAI-CE/FEN (à l'origine syndicat regroupant les instructeurs du plan de scolarisation d'Algérie réaffectés en métropole) et le SNPE (syndicat national des personnels d'éducation), organisation jusque-là autonome de personnels d'éducation.
En 1999, le SE-FEN concrétise son implantation dans le second degré en obtenant un siège à la CAPN des professeurs certifiés.
En 2001, suivant sa fédération, devenue UNSA Éducation, le Syndicat des enseignants adopte le sigle SE-UNSA.
En 2008, le SE-Unsa est rejoint par le SAECL, un syndicat local de La Réunion.
En 2011, le SE-Unsa obtient un siège à la CAPN des Professeurs de Lycée Professionnel. 
En 2013, le SNPsyEN (Syndicat des Psychologues de l'Éducation nationale) décide d'intégrer le SE-Unsa au congrès de Marseille.
En 2014, le SE-Unsa obtient un siège à la CAPN des Professeurs d'EPS qu'il perd en 2018.

## Implantation
Le SE-UNSA compte 75 000 adhérents. Il est ouvert à tous les enseignants de la maternelle au lycée. Son projet éducatif prône la « continuité éducative », c’est-à-dire la prise en considération  de l'élève sur la totalité de sa scolarité et pas seulement en fonction de l'établissement où il se trouve. Cette continuité doit se traduire par l'égalité de tous les enseignants, tous exerçant la même mission.
Le SE-UNSA est actuellement[Quand ?] le deuxième syndicat d'enseignants en France[réf. nécessaire].
Il est présent dans tous les corps d'enseignants[réf. nécessaire] du 1er et du 2nd degré avec des candidats aux CAP des Professeurs des écoles, Professeurs certifiés, agrégés, Professeurs d'EPS, PEGC, CE d'EPS, PLP (Professeurs de Lycée Professionnel), CPE.
Lors des élections professionnelles de 2005, il a confirmé son poids national dans le 1er degré (autour de 25 % des voix) et a renforcé son implantation dans le 2nd degré (avec des élus académiques supplémentaires et un siège de plus à la CAPN des CPE). Au niveau national, il est la 3e force syndicale du second degré en nombre de voix et 4e en nombre de sièges[Quand ?][réf. nécessaire]. Lors des élections de 2008, le SE-Unsa a confirmé son implantation dans le second degré en remportant un 2e siège à la CAPN des professeurs certifiés. En 2011, il continue sa progression en entrant à la CAPN des Professeurs de lycée professionnel[réf. souhaitée]. En 2014, le SE-Unsa renforce sa représentative globale et entre pour la première fois à la CAP nationale des Professeurs d'EPS[réf. nécessaire].
Le SE-UNSA est affilié à l'UNSA en tant que syndicat de la fédération UNSA Éducation (ex-FEN).

## RevueL'Enseignant
Le SE-UNSA édite la revue mensuelle L'Enseignant, fondée sous ce titre en 1992 lors de la transformation du SNI-PEGC en Syndicat des Enseignants. Elle est la continuité de L'École libératrice, revue fondée par Georges Lapierre en 1929 et qui était la publication du SNI-PEGC. L'École libératrice contenait une partie d'informations syndicales et sociales et une partie pédagogique.
À l'origine, L'Enseignant était composée d'une partie commune adressée à tous les adhérents et de pages spécifiques aux quatre secteurs du Syndicat des enseignants (École, Lycée-Collège, APS-EPS, Enseignement professionnel). Depuis 2006, tous les trimestres, elle est accompagnée des Dossiers de l'Enseignant qui approfondissent diverses questions syndicales, professionnelles ou pédagogiques.
Le tirage de L'Enseignant est de 140 000 exemplaires[réf. nécessaire].
Dans les académies et les départements, les sections locales du SE-UNSA publient des bulletins locaux qui portent souvent le titre L'Enseignant de [tel(le)] Académie ou département.

## Secrétaires généraux
- 1992-1994 : Jean-Claude Barbarant (antérieurement secrétaire général du syndicat dans sa configuration du SNI-PEGC)
- 1994-2001 : Hervé Baro
- 2001-2009 : Luc Bérille
- 2009-2017 : Christian Chevalier
- 2017-2023 : Stéphane Crochet
- À partir de 2023 : Elisabeth Allain-Moreno